# Mary Eastey
Mary Towne Eastey (auch Esty, Easty, Estey oder Eastwick genannt) (* 24. August 1634 in Great Yarmouth; † 22. September 1692 in Salem) war eine Angeklagte in den Salemer Hexenprozessen in der Kolonialzeit in Massachusetts. Sie wurde 1692 in Salem durch den Strang hingerichtet.

## Frühes Leben
Mary Eastey wurde als Mary Towne als Tochter von William Towne und Joanna Towne (geb. Blessing) in Great Yarmouth, Norfolk, England, geboren. Sie war eines von acht Kindern, darunter auch ihre Schwestern Rebecca Nurse und Sarah Cloyce. Mary Towne und ihre Familie zogen um 1640 nach Amerika. Sie heiratete Isaac Estey, einen Landwirt und Fassmacher, 1655 in Topsfield, Massachusetts Bay Colony. Isaac wurde am 27. November 1627 in England geboren; das Paar hatte elf Kinder: Joseph (1657–1739), Sarah (1660–1749), John, Isaac (1662–1714), Hannah, Benjamin, Samuel, Jacob, Joshua, Jeffrey und Mary.

## Anklage und Gerichtsverfahren
Wie ihre Schwester Rebecca Nurse war auch Eastey eine fromme und angesehene Bürgerin von Salem, und ihre Anschuldigung kam überraschend. Als Eastey während der Untersuchung am 22. April 1692 ihre Hände zusammenschlug, ahmte Mercy Lewis, eine der Betroffenen, diese Geste nach und behauptete, sie könne ihre Hände nicht loslassen, bevor Eastey ihre eigenen losgelassen habe. Als Eastey wiederum ihren Kopf neigte, beschuldigten die betroffenen Mädchen sie, ihnen das Genick brechen zu wollen. Mercy behauptete, Easteys Gespenst sei in ihr Bett geklettert und habe ihre Hand auf ihre Brüste gelegt. Angesichts dieser öffentlichen Hysterie verteidigte sich Mary Eastey mit bemerkenswerter Beredsamkeit: Als sie von den Richtern John Hathorne und Jonathan Corwin gefragt wurde, inwieweit sie Satan nachgegeben habe, antwortete sie: "Sir, ich habe Satan nie nachgegeben, sondern all meine Tage gegen ihn gebetet, ich habe Satan nicht nachgegeben, in diesem ... Ich will es sagen, wenn es mein letztes Mal ist, bin ich frei von dieser Sünde." Hathorne, der einen kurzen Zweifel an ihrer Schuld zeigte, ging so weit, die Mädchen zu fragen, ob sie ganz sicher seien, dass Mary Eastey die Frau sei, die sie heimgesucht habe.
Aus unbekannten Gründen wurde Eastey am 18. Mai nach zwei Monaten aus dem Gefängnis entlassen. Am 20. Mai behauptete Mercy Lewis jedoch, dass sie von Easteys Gespenst heimgesucht wurde, eine Behauptung, die andere Mädchen unterstützten. In dieser Nacht wurde ein zweiter Haftbefehl gegen Eastey erlassen. Sie wurde aus ihrem Bett geholt und ins Gefängnis gebracht; Lewis hörte mit ihren Anfällen auf, nachdem Eastey angekettet worden war. Eastey wurde vor Gericht gestellt und am 9. September zum Tode verurteilt.
Robert Calef beschrieb in More Wonders of the Invisible World (Weitere Wunder der unsichtbaren Welt) Easteys Abschiedsworte an ihre Familie „so ernst, religiös, deutlich und liebevoll, wie man sie nur ausdrücken kann, und sie trieben fast allen Anwesenden Tränen in die Augen“. Sie wurde am 22. September zusammen mit Martha Corey, Ann Pudeator, Alice Parker, Mary Parker, Wilmot Redd, Margaret Scott und Samuel Wardwell gehängt: Cotton Mather bezeichnete sie zu seiner späteren Verlegenheit als „acht Feuersbrünste der Hölle“. Am Galgen betete sie für ein Ende der Hexenverfolgung. Von ihren beiden Schwestern, die ebenfalls der Hexerei angeklagt waren, wurde Rebecca Nurse am 19. Juli 1692 gehängt, während Sarah Cloyce im Januar 1693 freigelassen wurde.
Calef veröffentlichte auch die letzte Petition von Mary Eastey an das Gericht, von der es heißt, dass kein ergreifenderes Dokument je an einen Richter gerichtet worden sei. Mary plädierte nicht für ihr eigenes Leben, sondern für das der anderen fälschlich Angeklagten: "Ich bitte Eure Ehren nicht um mein eigenes Leben, denn ich weiß, dass ich sterben muss und dass meine Zeit gekommen ist, aber der Herr weiß, dass kein unschuldiges Blut mehr vergossen werden darf.....der Herr, der alle Herzen erforscht, weiß, dass ich, wenn ich mich vor dem Gericht verantworten muss, nicht das Geringste von der Hexerei wusste."
Im November, nachdem Eastey hingerichtet worden war, sagte Mary Herrick über Eastey aus. Herrick sagte aus, dass sie von Easteys Geist besucht wurde, der ihr sagte, sie sei zu Unrecht hingerichtet worden und unschuldig an der Hexerei, und dass sie gekommen sei, um ihre Sache zu rechtfertigen. Die Familie von Eastey wurde 1711 von der Regierung mit 20 Pfund für ihre unrechtmäßige Hinrichtung entschädigt.

## In der Popkultur
- Mary Eastey wurde, ebenso wie ihre angebliche Verwandte Bathsheba, die von den Bewohnern ihres Landes Besitz ergriff, in dem Horrorfilm The Conjuring von 2013 als Hexe bezeichnet.
- Mary Eastey wurde in Staffel 1 Episode 2 der Fernsehserie Charmed als Hexe erwähnt.
- In der TV-Serie Three Sovereigns for Sarah von 1985 wurde sie von Kim Hunter gespielt.
- In The Crucible von Arthur Miller erscheint Mary Eastey nicht auf der Bühne, wird aber im vierten Akt wie ihre Schwester Rebecca Nurse als eine der angeblichen Hexen genannt, deren Hinrichtung aufgrund ihres tadellosen Lebens eine Gegenreaktion auf die Hexenprozesse auslösen könnte. Der Held, John Proctor, wird bedrängt, sie als Hexe zu bezeichnen, weigert sich aber, dies zu tun.